# お礼は見てのお帰り
『お礼は見てのお帰り』（おれいはみてのおかえり）は、石川優吾作の漫画、またそれを原作としたテレビドラマ。
『ビッグコミックスペリオール』（小学館）にて、1994年から1998年まで連載された。

## 概要
婦警・一本木礼子の活躍を描いたポリスアクション・コメディ。
一見、婦警とは思えぬボディコン・ブロンド姿、それとは裏腹に正義を貫くため奔走する美人主人公が人気を博した。

## 登場人物
一本木 礼子
とんぼり署に配属されている美人婦警。
二階堂 一之介
礼子の上司。
鬼熊 小百合
礼子の後輩。

## 単行本
- 第1巻 1994年6月30日発売 ISBN 4091834310
- 第2巻 1994年10月29日発売 ISBN 4091834329
- 第3巻 1995年5月30日発売 ISBN 4091834337
- 第4巻 1995年9月30日発売 ISBN 4091834345
- 第5巻 1995年12月19日発売 ISBN 4091834353
- 第6巻 1996年7月30日発売 ISBN 4091834361
- 第7巻 1996年11月30日発売 ISBN 409183437X
- 第8巻 1997年5月30日発売 ISBN 4091834388
- 第9巻 1997年10月30日発売 ISBN 4091834396
- 第10巻 1998年2月26日発売 ISBN 409183440X

## ドラマ
関西テレビ制作でフジテレビ系にて鈴木京香主演で1997年から3年連続でスペシャルドラマとして放送された。とんぼり署機動捜査隊配属時のエピソードを原作とする。
- お礼は見てのお帰り ナニワのべっぴん刑事 一本木礼子
  - 1997年4月8日放送 火曜22:30 - 23:54（JST）
- お礼は見てのお帰り ナニワのべっぴん刑事 (2) 初春に舞う!
  - 1998年1月2日放送 金曜22:30 - 0:00（JST。『金曜エンタテイメント』扱いはされない）
- お礼は見てのお帰り ナニワのべっぴん刑事一本木礼子 (3) 正月早々死んでしまうんか!?
  - 1999年1月5日放送 火曜22:00 - 23:14

### 出演者
- 鈴木京香
- 永澤俊矢
- 間寛平
- 島木譲二
- 坂田利夫（コメディNo.1）

### スタッフ
- 脚本：阿部瑠美子
- 演出：楠田泰之（AVEC）、斎藤郁宏
- 企画：濱星彦（KTV）
- プロデュース：森田拓治（KTV）、飯塚正彦（AVEC⇒IMO）
- 制作：関西テレビ、アベクカンパニー（第1,2作）、IMO（第3作）

### 主題歌
- ウルフルズ「大阪ストラット」